# Coriolan Tătaru
Coriolan Tătaru (n. 1889, Șintereguț, azi Corneni – d. 22 ianuarie 1957, Cluj) a fost primar al municipiului Cluj în perioada 24 iulie 1931 - 31 ianuarie 1932, de profesie medic dermatolog. A fost preocupat de ameliorarea nivelului de sănătate publică și de formarea unui personal medical de calitate. A pus la Cluj bazele unui muzeu dermatologic.
În anul 1931 a fost ales deputat.